# Parlamentswahl in Island 2021
- V: 8
- S: 6
- F: 6
- P: 6
- C: 5
- B: 13
- M: 3
- D: 16

Die 56. Parlamentswahl in Island 2021 fand am 25. September 2021 statt.
Es wurden die 63 Abgeordneten des Althing gewählt. Die amtierende Regierung aus Unabhängigkeitspartei, Fortschrittspartei und Links-Grüner Bewegung konnte ihre Mehrheit verteidigen. Das Wahlergebnis war zunächst aufgrund von Unregelmäßigkeiten bei einer Nachzählung im Nordwestlichen Wahlkreis umstritten, wurde aber am 25. November 2021 vom Parlament bestätigt.

## Wahlsystem

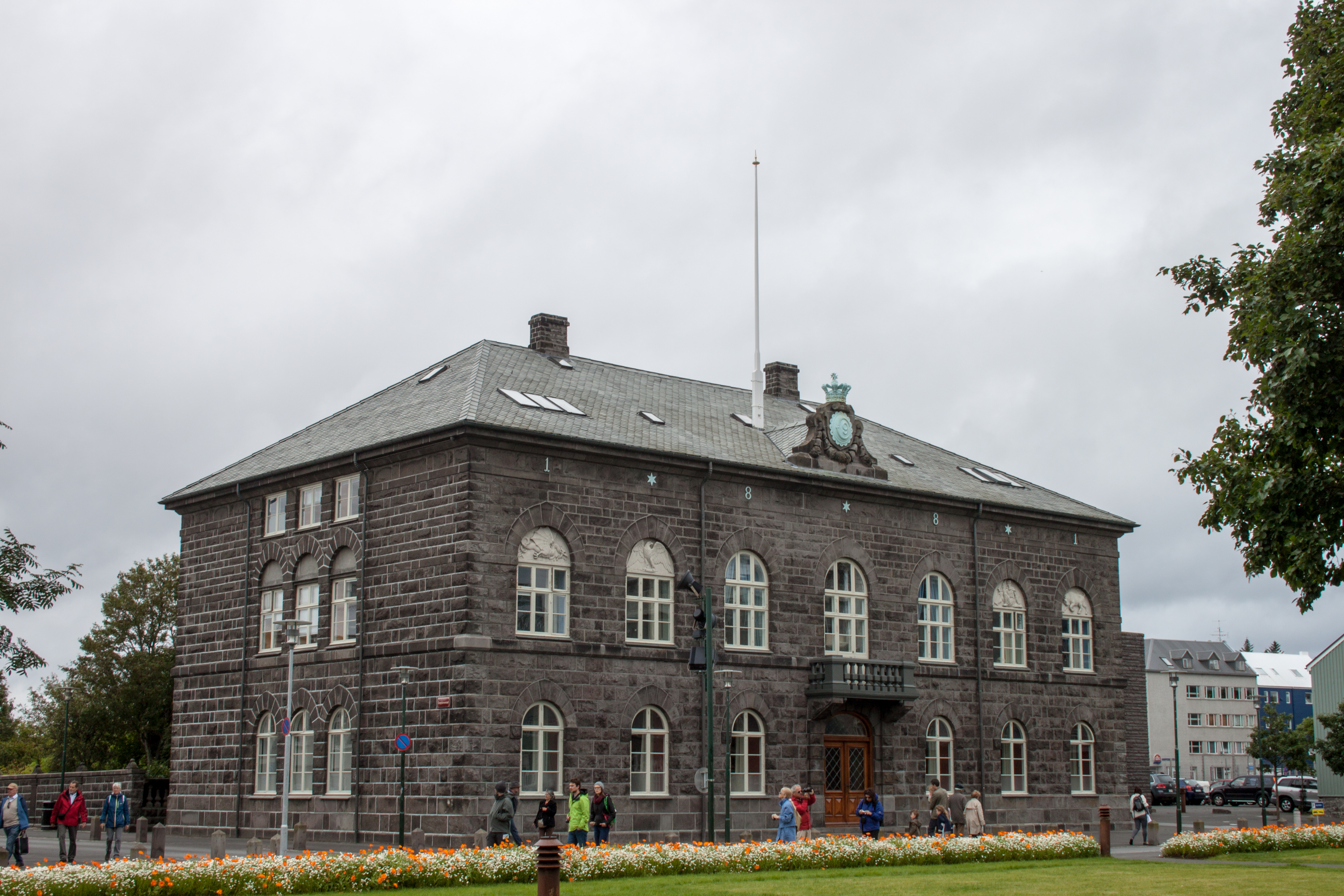
Althing in Reykjavík

Gewählt wurde wie seit 2003 in den 1999 festgelegten sechs Wahlkreisen, in denen jeweils sieben bis elf Sitze vergeben werden. Weitere neun Mandate werden landesweit an Parteien mit mehr als 5 % als Kompensation vergeben, um insgesamt eine relativ proportionale Verteilung der Mandate an die Parteien zu erhalten.

## Ausgangslage

### Vorherige Wahl 2017
Die Wahl 2017 war eine vorgezogene Neuwahl, da die Helle Zukunft (A) aus der Regierungskoalition mit der Unabhängigkeitspartei (D) und Reform (C) ausgetreten war.
Die Unabhängigkeitspartei wurde trotz Verlusten zum dritten Mal in Folge stärkste Partei. Während auch Reform leicht an Stimmen verlor, kam die Helle Zukunft nur noch auf etwas über ein Prozent und schied aus dem Parlament aus.
Die Zentrumspartei (M), eine Abspaltung der Fortschrittspartei, schaffte hingegen mit über 10 Prozent den Einzug. Größter Gewinner der etablierten Parteien war die Allianz (S), während die Piraten (P) deutliche Verluste hinnehmen mussten.

### Gebildete Regierung 2017
Der isländische Präsident Guðni Th. Jóhannesson beauftragte Katrín Jakobsdóttir von der Links-Grünen Bewegung (V) mit der Bildung einer Regierung, obwohl diese nur zweitstärkste Partei geworden war. Grund dafür war, dass die stärkste Partei, die Unabhängigkeitspartei, keine Koalitionspartner fand.
Katrín Jakobsdóttir gelang es, ein Bündnis zwischen ihrer Links-Grünen Bewegung, der Unabhängigkeitspartei sowie der Fortschrittspartei (B) zu bilden, der sie als Premierministerin vorsaß. Die Unabhängigkeitspartei erhielt dafür als größte Partei fünf Ministerposten, die beiden anderen Partner jeweils drei.

## Parteien
Folgende elf Parteien nahmen an der Wahl teil:
| Parteibuchstabe | Name                              | Übersetzung                   | Ausrichtung                                        |
| --------------- | --------------------------------- | ----------------------------- | -------------------------------------------------- |
| B               | Framsóknarflokkurinn              | Fortschrittspartei            | agrarisch-liberal, gegen EU-Beitritt               |
| C               | Viðreisn                          | Reform                        | liberal, pro EU-Beitritt                           |
| D               | Sjálfstæðisflokkurinn             | Unabhängigkeitspartei         | liberal-konservativ, gegen EU-Beitritt             |
| F               | Flokkur fólksins                  | Volkspartei                   | populistisch, gegen EU-Beitritt                    |
| J               | Sósíalistaflokkur Íslands         | Sozialistische Partei Islands | sozialistisch                                      |
| M               | Miðflokkurinn                     | Zentrumspartei                | agrarisch-liberal, populistisch, gegen EU-Beitritt |
| O               | Frjálslyndi lýðræðisflokkurinn    | Liberaldemokratische Partei   |                                                    |
| P               | Píratar                           | Piratenpartei                 | Piratenbewegung                                    |
| S               | Samfylkingin                      | Allianz                       | sozialdemokratisch                                 |
| V               | Vinstrihreyfingin – grænt framboð | Links-Grüne Bewegung          | links-grün, feministisch, gegen EU-Beitritt        |
| Y               | Ábyrg framtíð                     | Verantwortungsvolle Zukunft   | Rechtslibertarismus, Impfgegnerschaft              |

## Ergebnisse

Ergebnisse und Sitzverteilung in den Wahlkreisen

Die Unabhängigkeitspartei wurde zum vierten Mal in Folge stärkste Partei und konnte alle Sitze im Parlament halten. Die amtierende Regierung aus Unabhängigkeitspartei (D), Fortschrittspartei (B) und Links-Grüner Bewegung (V) hat ihre Mehrheit verteidigt und sogar in Summe zwei Sitze dazugewonnen. Doch die Links-Grüne Bewegung  der Regierungschefin Katrín Jakobsdóttir musste Verluste hinnehmen, die Machtverhältnisse innerhalb der Koalition haben sich deutlich verschoben. Die Links-Grüne Bewegung wurde überholt von der Fortschrittspartei, die nach starken Zugewinnen auf etwa 17,3 Prozent kam und somit der unbestrittene Wahlsieger ist. Die Sozialistische Partei Islands erhielt 4,1 % der Stimmen und konnte damit nicht ins Althing einziehen. Ebenfalls keine Sitze erringen konnten zwei neugegründete Parteien, die von Guðmundur Franklín Jónsson gegründete Liberaldemokratische Partei (Frjálslyndi lýðræðisflokkurinn) mit 0,4 % der Stimmen und die Verantwortungsvolle Zukunft (Ábyrg framtíð), eine Partei von Impf- und COVID-19-Maßnahmen-Gegnern, mit 0,1 % der Stimmen. Nach erfolgreichen Verhandlungen wurde die bisherige Koalition, weiterhin mit Katrín Jakobsdóttir als Premierministerin, ab dem 28. November 2021 als Kabinett Katrín Jakobsdóttir II fortgeführt, wobei die Ministerien umstrukturiert wurden und die meisten Minister das Ministerium wechselten.
| Listen            | Listen                            | Stimmen | %    | Mandate | +/- |
| ----------------- | --------------------------------- | ------- | ---- | ------- | --- |
|                   | Sjálfstæðisflokkurinn             | 48.708  | 24,4 | 16      | ▬   |
|                   | Framsóknarflokkurinn              | 34.501  | 17,3 | 13      | ▲5  |
|                   | Vinstrihreyfingin – grænt framboð | 25.114  | 12,6 | 8       | ▼3  |
|                   | Samfylkingin                      | 19.825  | 9,9  | 6       | ▼1  |
|                   | Flokkur fólksins                  | 17.672  | 8,8  | 6       | ▲2  |
|                   | Píratar                           | 17.233  | 8,6  | 6       | ▬   |
|                   | Viðreisn                          | 16.628  | 8,3  | 5       | ▲1  |
|                   | Miðflokkurinn                     | 10.879  | 5,4  | 3       | ▼4  |
|                   | Sósíalistaflokkur Íslands         | 8.181   | 4,1  | –       | Neu |
|                   | Frjálslyndi lýðræðisflokkurinn    | 845     | 0,4  | –       | Neu |
|                   | Ábyrg framtíð                     | 144     | 0,1  | –       | Neu |
| Gesamt            | Gesamt                            | 199.730 | 100  | 63      | –   |
|                   |                                   |         |      |         |     |
| Ungültige Stimmen | Ungültige Stimmen                 | 4.248   | 2,1  |         |     |
| Wähler            | Wähler                            | 203.978 | 80,1 |         |     |
| Wahlberechtigte   | Wahlberechtigte                   | 254.588 |      |         |     |
|                   |                                   |         |      |         |     |
| Quelle: Althing   |                                   |         |      |         |     |

## Nachzählung
Island wäre nach den ersten Hochrechnungen, demnach 33 der 63 Sitze auf Frauen entfallen wären, das erste Land Europas mit einem mehrheitlich weiblichen Parlament gewesen. Aufgrund einer Nachzählung im Nordwestlichen Wahlkreis hat sich das Resultat allerdings verändert und die Anzahl der von Frauen eingenommenen Sitze auf 30 reduziert, womit keine weibliche Mehrheit im neugewählten Parlament mehr bestand. Da bei dieser Nachzählung gegen verschiedene Regeln verstoßen wurde, forderten Politiker eine Wiederholung der Wahl und es wurde eine Anzeige wegen möglicher Wahlmanipulation angekündigt. Mehrere Kandidatinnen und Kandidaten, die nach der ersten Zählung Sitze im Althing erhalten hätten und diese durch die Nachzählung wieder verloren haben, haben Beschwerden beim Parlament eingereicht, darunter die 21-jährige Lenya Rún Taha Karim, die die jüngste Person gewesen wäre, die jemals ins Althing gewählt wurde (22 Tage jünger als Jóhanna María Sigmundsdóttir zum Zeitpunkt ihrer Wahl 2013). Am 25. November 2021 bestätigte das Parlament allerdings die Auszählung in allen Wahlkreisen, einschließlich der umstrittenen Nachzählung im Nordwestlichen Wahlkreis, woraufhin die neu gewählten Parlamentarier vereidigt wurden.

## Umfragen vor der Wahl
Die MMR-Umfrage vom 18. September 2021 sah wie bei der Wahl 2017 die Unabhängigkeitspartei (D) in Führung, gefolgt von der Allianz (S) und der  Fortschrittspartei (B). Die von der Premierministerin Katrín Jakobsdóttir geführte Links-Grüne Bewegung (V) lag nur an vierter Stelle. In den Prognosen wurden für die 2017 gegründete, erstmals an der Parlamentswahl teilnehmende Sozialistische Partei Islands (J) 8,6 % vorhergesagt.